# Camera Work

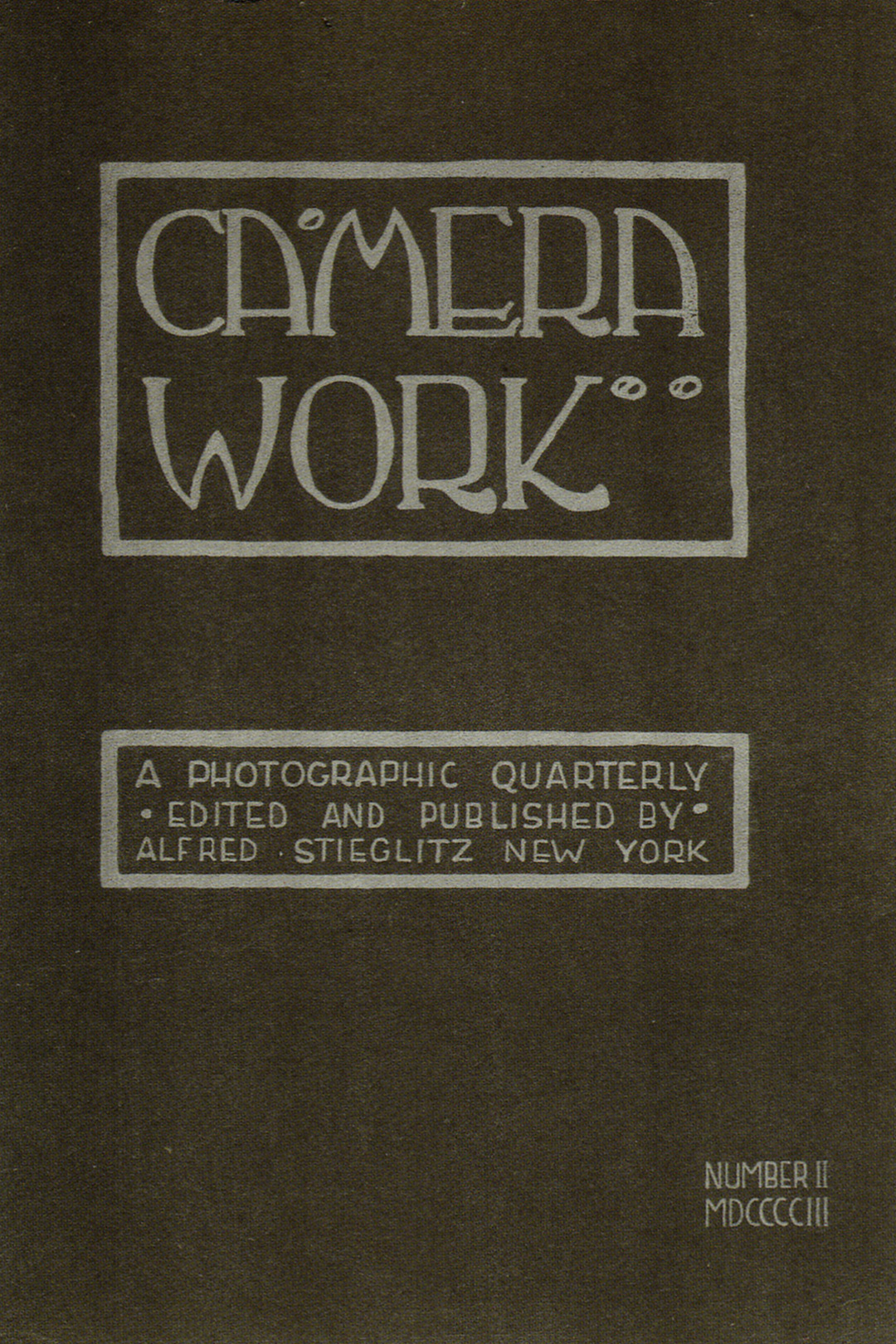
Copertina del secondo numero di Camera Work, aprile del 1903. Il font e la copertina sono stati ideati da Edward Steichen.

Camera Work è una rivista sulla fotografia pubblicato negli USA dal 1902 al 1917. 
Creato e voluto da Alfred Stieglitz, veniva stampato con la tecnica della Photogravure e con una cura ed una attenzione tale che ad oggi le immagini pubblicate sulla rivista tendono ad essere considerate dai collezionisti equivalenti in tutto e per tutto agli originali, e valutate somme notevoli.

## Storia editoriale
Il primo numero della rivista, che era quadrimestrale e pubblicata solo su abbonamento fu preparato alla fine del 1902 ed esce nel gennaio 1903. Grazie alla fama di Stieglitz gli abbonati al primo numero sono ben 687. L'ultimo numero vedrà le stampe nel 1917. Nei quindici anni di durata della sua pubblicazione la rivista presenta il lavoro dei più grandi fotografi del tempo, da Robert Demachy a Paul Strand. Ma la rivista fino dai primi numeri, e poi sempre di più negli ultimi anni, non si limita a pubblicare il lavoro dei fotografi dell'entourage del padre-padrone Stieglitz, ma anche quello di molti scultori e pittori europei come Auguste Rodin e Henri Matisse.
La rivista, ideata da Alfred Stieglitz, nasce grazie al notevole successo della mostra Photo Secession del 1902, per pubblicizzare le opere dei fotografi dell'epoca. Gli intenti sono chiari fino dall'editoriale di Stieglitz del primo numero:
"Sembrano maturi i tempi per la pubblicazione di una rivista statunitense indipendente dedicata alla fotografia, e, in senso ampio, interessata alla fotografia pittorica. Camera Work fa la propria apparizione come logica conseguenza dell'evoluzione dell'arte fotografica ... "
Per certi versi Camera Work è il proseguimento della meno nota rivista "Camera Notes", pubblicata sempre grazie ad Alfred Stieglitz dal 1897 al 1901. Ma mentre Camera Notes è l'organo ufficiale del fotoclub "Camera Club of New York", Camera Work è una pubblicazione indipendente. La cura con cui viene stampata (per molti numeri in una tipografia tedesca) è leggendaria. Anche la cura con cui ogni fase della sua produzione viene seguita personalmente da Stieglitz. Perfino le pubblicità sulla rivista, per essere accettate, dovevano uniformarsi alla raffinata veste grafica. Anche la Kodak, che pubblica le sue pubblicità su quasi tutti i numeri, accetta di utilizzare lo stesso carattere tipografico della rivista. Il carattere, in stile liberty, è stato disegnato da Edward Steichen.
La rivista è anche il miglior modo di dare ulteriore risonanza e diffusione alle opere che Stieglitz presenta nella sua galleria di New York, la "Little Gallery of the Photo Secession", in seguito nota semplicemente come "291". Negli anni vengono ampiamente pubblicati i lavori fotografici di Julia Margaret Cameron, di Alvin Langdon Coburn, di Clarence H. White, dei fotografi pittorialisti Costantin Puyo e Robert Demachy, ma anche ovviamente le fotografie più famose di Alfred Stieglitz, e di altri pittorialisti meno noti come René Le Begue e Joseph T. Keiley.
La rivista, a causa degli alti costi di produzione, non darà mai utili, e negli anni della grande guerra, sia per il diminuito interesse del pubblico per le belle arti che per le difficoltà di reperire le materie prime per la pubblicazione, non viene pubblicata regolarmente. Inoltre gli abbonauti non gradiscono molto la presenza sempre più fitta di riproduzioni delle opere di pittori e scultori a scapito di quelle puramente fotografiche.
Nell'ultimo numero della rivista, il 49/50 uscito nel giugno del 1917, sono presenti le fotografie di un fotografo ben diverso dai pittorialisti presenti in massa nei primi numeri. Si tratta di Paul Strand.
È la fine di un'epoca e la nascita di una delle più belle stagioni della storia della fotografia, la Straight photography.